# Sant’Agata sul Santerno
Sant’Agata sul Santerno (romanyol nyelven Sant'Êgta) település Olaszországban, Emilia-Romagna régióban, Ravenna megyében. Lakosainak száma 2893 fő (2023. január 1.). Sant’Agata sul Santerno Lugo és Massa Lombarda községekkel határos.

## Népesség
A település lakossága az elmúlt években az alábbi módon változott:
| Lakosok száma | 2880 | 2918 | 2893 |
|               | 2017 | 2018 | 2023 |